# THIS ILLUSION
「THIS ILLUSION」（ディス・イリュージョン）は、2004年1月30日に発売されたPCゲームソフト『Fate/stay night』の主題歌。作詞は芳賀敬太、作曲・編曲はNUMBER 201、歌唱はM.H.が担当している。

## 概要
- ゲーム発売前、「THIS ILLUSION -WHITE LABEL-」というタイトルでCDシングルとして先行リリースされ、2003年12月28日から12月30日まで開催されたコミックマーケット65のみ販売された[2]。
- 2004年1月30日、ゲームのエンディングテーマであるCHINOによる「days」との両A面シングルとしてリリースされた[1]。
- 2006年、ゲームがテレビアニメ化された際、リアレンジされ、「disillusion」というタイトルに改名された[注 2]。アニメ劇伴を担当した川井憲次がリアレンジし、歌唱にはタイナカサチ（現：タイナカ彩智）が起用された。
- 2014年、LiSAがカバーし、テレビアニメ『Fate/stay night [Unlimited Blade Works]』の第1期第12話（最終話）の挿入歌として使用された。アレンジは、アニメ劇伴を担当した深澤秀行が担当している[3]。

## シングル収録内容
| #         | タイトル                        | 作詞      | 作曲・編曲 | 時間 |
| --------- | ------------------------------- | --------- | ---------- | ---- |
| 1.        | 「THIS ILLUSION -WHITE LABEL-」 | 芳賀敬太  | NUMBER 201 | 4:20 |
| 合計時間: | 合計時間:                       | 合計時間: | 合計時間:  | 4:20 |

| 全作詞: 芳賀敬太、全作曲・編曲: NUMBER 201。 |                                 |           |            |       |      |
| #                                            | タイトル                        | 作詞      | 作曲・編曲 | 歌    | 時間 |
| 1.                                           | 「THIS ILLUSION」               | 芳賀敬太  | NUMBER 201 | M.H.  | 4:11 |
| 2.                                           | 「days」                        | 芳賀敬太  | NUMBER 201 | CHINO | 4:26 |
| 3.                                           | 「THIS ILLUSION」(Instrumental) | 芳賀敬太  | NUMBER 201 |       | 4:11 |
| 4.                                           | 「days」(Instrumental)          | 芳賀敬太  | NUMBER 201 |       | 4:23 |
| 合計時間:                                    | 合計時間:                       | 合計時間: | 17:11      |       |      |

## 収録アルバム
- 『Fate/stay night ORIGINAL SOUND TRACK』（2004年2月25日）※ショートバージョン
- 『Fate/Recapture -original songs collection-』（2009年12月23日）

## カバー
- LR harmony（佐咲紗花、橋本みゆき、飛蘭、美郷あき、yozuca*、rino） - 2012年6月6日発売のシングル『From new world』にて「THIS ILLUSION -10th moon harmony-」として収録。
- LiSA - テレビアニメ『Fate/stay night [Unlimited Blade Works]』挿入歌。2015年3月25日発売の同アニメのBDボックスセット同梱の特典サウンドトラックCD、または2019年12月18日発売のコンピレーションアルバム『Fate song material』にて収録。
- 乃藍 - ゲームアプリ『Fate/Grand Order Waltz in the MOONLIGHT/LOSTROOM』挿入歌。2020年12月9日発売のコンピレーションアルバム『Fate/Grand Order Waltz in the MOONLIGHT/LOSTROOM song material』にて「THIS ILLUSION (FGOW ver.)」として収録。